# Golfe de Santa Giulia
Pour les articles homonymes, voir Santa Giulia (homonymie).
Le golfe de Santa Giulia est un golfe de la mer Méditerranée qui se situe en Corse, France.

## Géographie

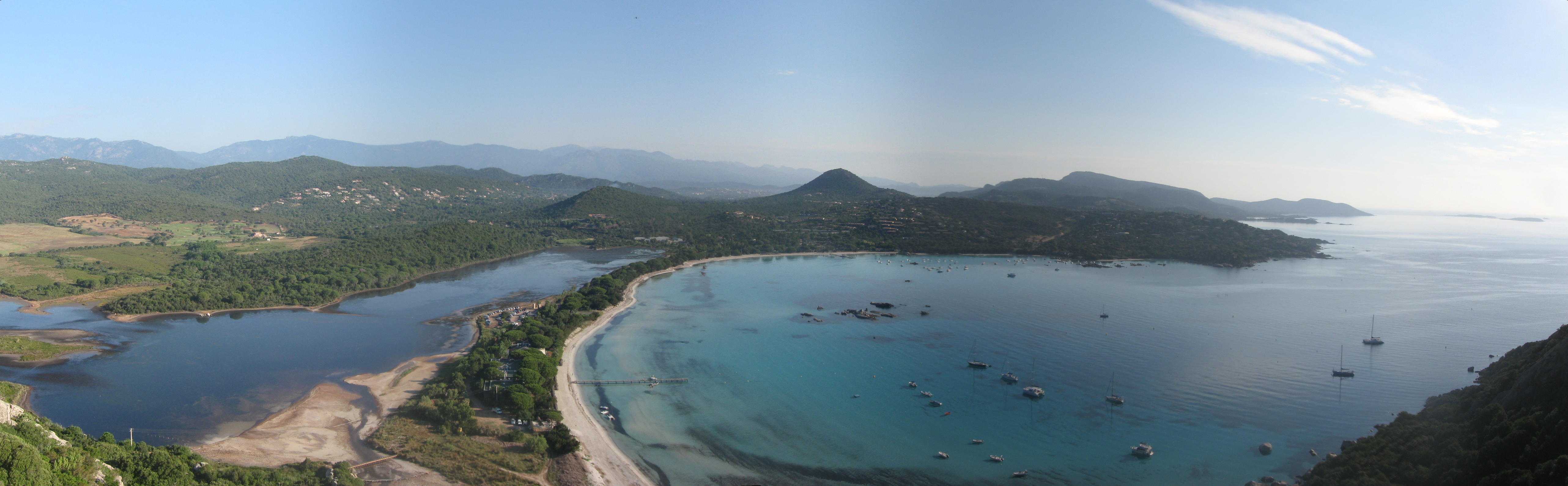
Etang et golfe de Santa Giulia

### Situation
Il se situe sur la façade orientale de l'île baignée par la mer Tyrrhénienne, au sud de la commune de Porto-Vecchio dans le Sud Corse.
Il est compris entre la Punta di i Scogli Rossi au nord et la pointe de Ghiuncajola au sud, ou plus restrictivement, de la pointe de Pietraggione au nord jusqu'à la pointe de Ghiuncajola au sud.
Toute la côte qu'il baigne appartient à la commune de Porto-Vecchio.

### Le Lido

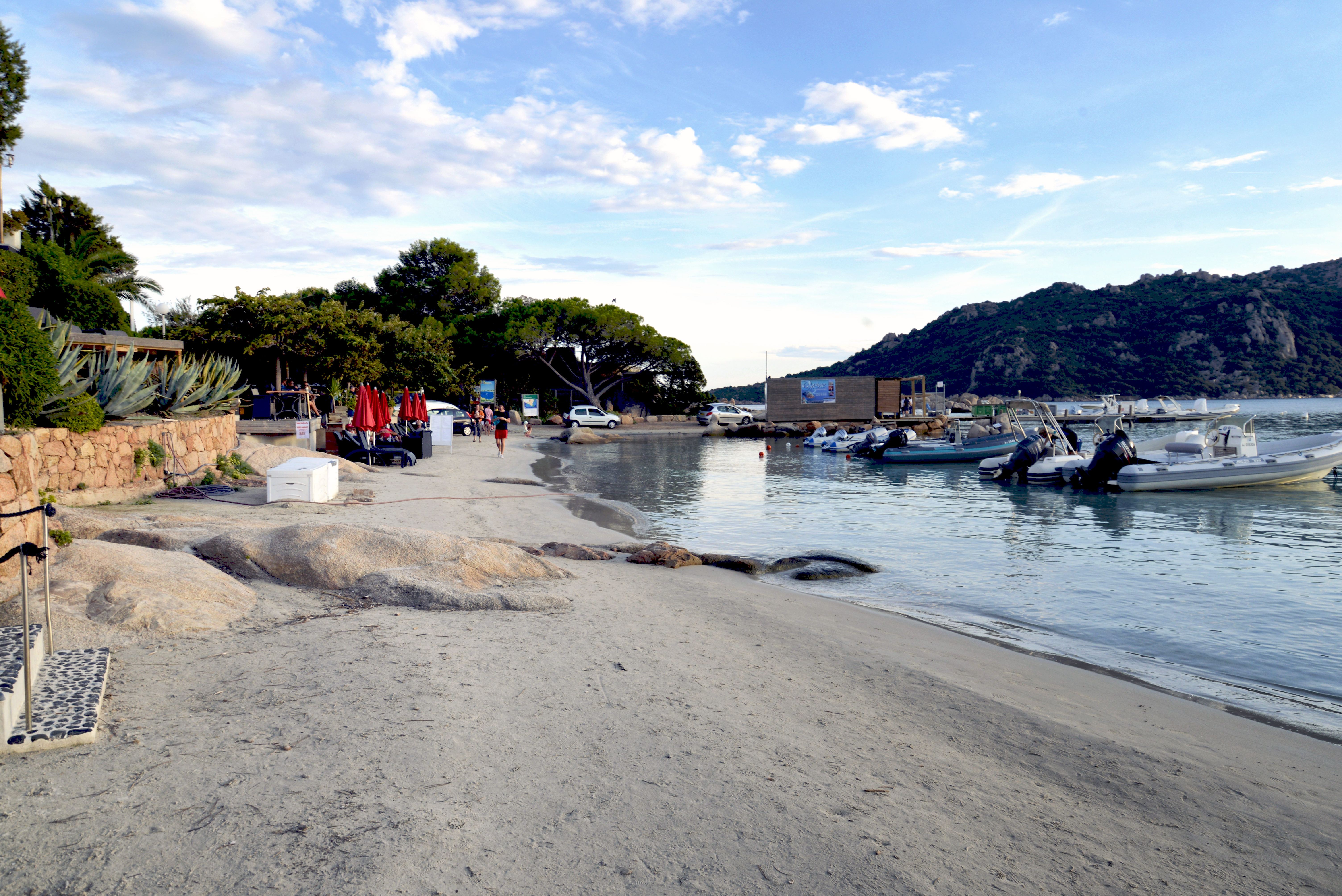
Plage de Santa Giulia

Au fond du golfe se trouve un lido qui le sépare de l'étang de Santa Giulia alimenté par les ruisseaux de Lezza, d'Alzellu et de Vignarellu. Le grau se situe au sud de la grande plage de sable du lido couvert d'une pinède, sur lequel s'est développé récemment un urbanisme touristique important, avec la création d'une marina, de nombreux complexes hôteliers et résidences locatives, et d'un village de vacances au nord de la plage.
Le littoral méridional du golfe est en revanche désert, sauvage.

## Histoire

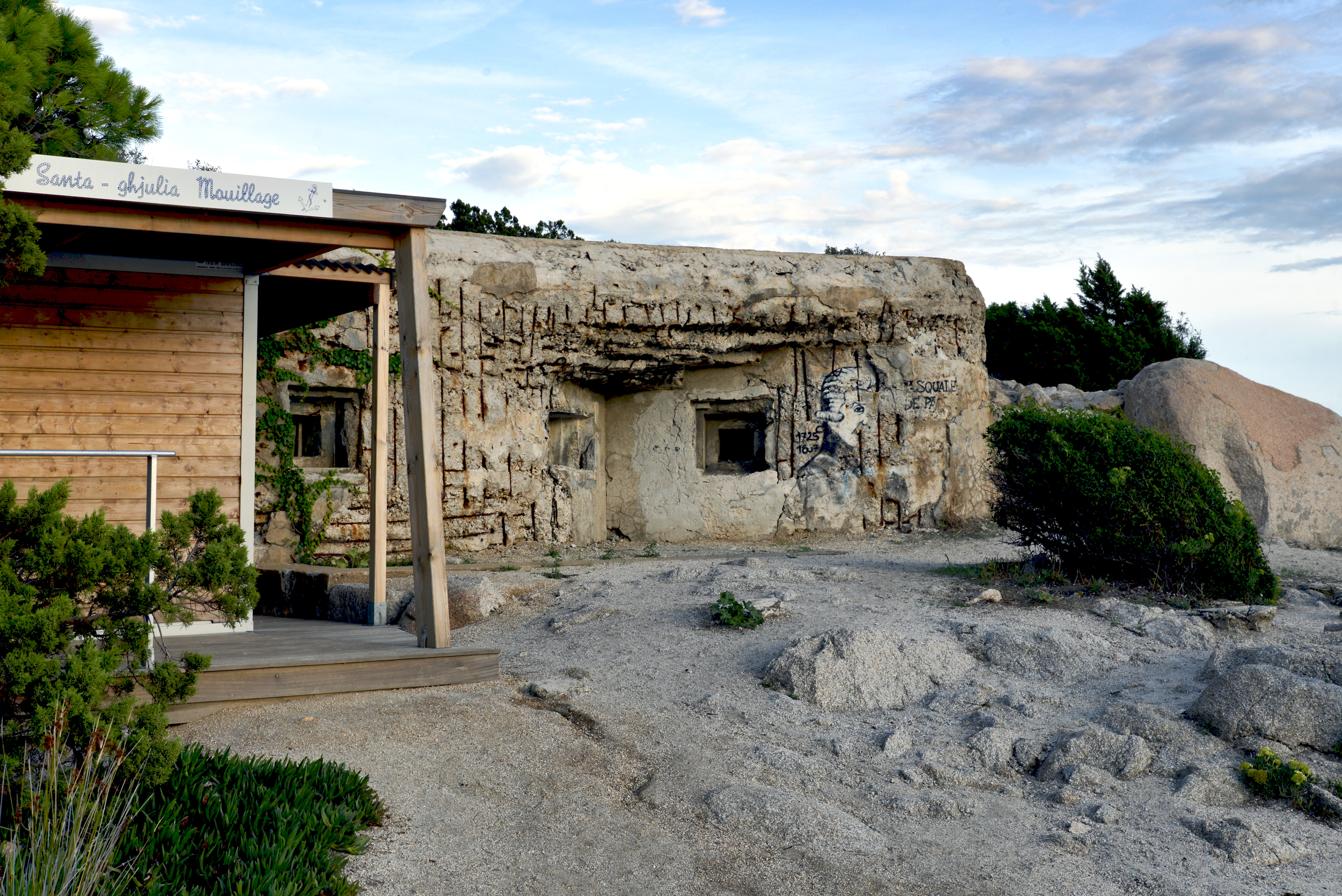
Blockhaus de Santa Giulia

Les fortifications corses construites pendant les années 1930 devaient servir à la défense de l'île de la Corse. Elles faisaient partie de la ligne Maginot.
Le golfe de Santa Giulia était couvert par la casemate de Santa Giulia (un créneau pour JM et une cloche GFM) sur la rive nord.

## Environnement

### Natura 2000
Le golfe est inclus dans le site Natura 2000, sous le nom de « FR9402015 - Bouches de Bonifacio, Iles des Moines : SIC », au titre de la Directive Oiseaux et de la Directive Habitats.

### Réserve naturelle
Le littoral du golfe est compris dans la Réserve naturelle des « Bouches de Bonifacio (FR3600147) ».

### Conservatoire du littoral
Avec l'étang et jusqu'à la Punta di Rafaellu (252 m d'altitude) au sud, toute la zone est un site naturel classé, acquis par le Conservatoire du littoral.

### ZNIEFF
L'étang même fait l'objet d'un classement en ZNIEFF - 2e génération, avec pour nom « ZNIEFF940004106 Étang de Santa Giulia ».